# مايك رينو (لاعب كرة قدم أمريكية)
مايك رينو هو لاعب كرة قدم أمريكية كندي، ولد في 25 مايو 1983 في أوتاوا في كندا.